# Peteroma lignea
Peteroma lignea là một loài bướm đêm trong họ Noctuidae.